# Sam Gor
Sam Gor (также The Company; иер. трад. 三哥, кант.-рус.: Самко, палл.: Саньгэ, буквально: «брат номер три»; встречается кириллизация Сэм Гор) — межнациональный преступный суперсиндикат, в основном действующий в странах ЮВА и Тихоокеанском регионе. В состав Sam Gor входят триады 14К, Вошинво, Саньион, Дацюань и Бамбуковый союз. Синдикат сотрудничает с преступными сообществами во всём мире, в том числе с якудза, преступными группами в среде байкеров разных стран, ливанской мафией Австралии.
Основная специализация Sam Gor это производство и крупнооптовый сбыт наркотиков метамфетаминовой группы, основные производственные мощности расположены в мьянманском штате Шан. По оценкам Управления ООН по наркотикам и преступности годовая выручка Sam Gor может достигать 17 миллиардов долларов, что делает его сопоставимым по масштабу с картелем Синалоа или с Медельинским картелем. Предположительно деятельностью синдиката руководит Це Чи Лоп — гражданин Канады китайского происхождения. По данным полиции, члены синдиката называют его просто «Компания», а название Sam Gor («третий брат»), было выбрано правоохранительными органами Гонконга по одному из псевдонимов Це Чи Лопа.
Синдикату удавалось избегать внимания правоохранительных органов до 2016 года, когда полиция Мьянмы задержала в аэропорту Янгона одного из членов Sam Gor за транспортировку наркотиков и изъяла его смартфон, оказавшийся очень ценным источником информации. Анализ информации в смартфоне подтвердил происхождение наркотиков из нелегальных лабораторий штата Шан и дал представление о масштабе деятельности синдиката. Эта информация была передана национальным и международным правоохранительным органам и ключевые руководители синдиката были объявлены в розыск. 24 января 2021 полиция Нидерландов арестовала Це Чи Лопа находившегося в розыске по обвинению в торговле наркотиками с 2019 года. Это стало одним из крупнейших успехов по борьбе с наркотиками в Азиатско-Тихоокеанском регионе за десятилетие.